# Aeroporto Internazionale di Cork
L'Aeroporto Internazionale di Cork (in inglese: Cork International Airport) (ICAO : EICK - IATA : ORK), noto con il nome commerciale di Cork Airport, è un aeroporto irlandese definito come internazionale dalla Irish Aviation Authority, l'autorità dell'aviazione civile irlandese. È situato nella parte più meridionale del Paese a 8 km a sud di Cork ed è il terzo aeroporto per numero di passeggeri, dopo l'Aeroporto Internazionale di Dublino e l'Aeroporto Internazionale di Shannon.

## Trasporti
Per raggiungere l'aeroporto vi sono degli autobus che partono ogni 25 minuti dal centro cittadino, e vi è la possibilità anche di utilizzare il taxi. Non c'è stazione ferroviaria poiché l'aeroporto è a soli 8 km dal centro di Cork. Inoltre, l'aeroporto ha un servizio di noleggio auto.

## Storia
Le prime valutazioni per la realizzazione di uno scalo nell'area di Cork vennero avanzate nel 1928 e nel 1930 vennero inaugurati i primi voli transatlantici operati da idrovolante con base la baia di Cork.
Nel 1933 si decise la realizzazione di un idroscalo e di un campo di volo che si sarebbero dovuti realizzare presso la località di Belvelly, ma lo scoppio della Seconda guerra mondiale bloccò l'intero progetto che riprese vita solo nel 1959, quando vennero stanziati i fondi per la costruzione dello scalo.
L'aeroporto divenne ufficialmente operativo il 12 ottobre 1961 dopo i voli inaugurali operati da Aer Lingus e Cambrian Airways.